# Victor Dessaignes
Pour les articles homonymes, voir Dessaignes.
Victor Dessaignes, né le 31 décembre 1800 à Vendôme où il est mort le 4 janvier 1885, est un chimiste français. 

## Biographie
Fils de Jean-Philibert Dessaignes (1762-1832), et frère de François-Philibert Dessaignes, il est diplômé en droit et est reçu au barreau de Paris comme avocat en 1821. Ne suivant pas cette carrière, il s'inscrit à l'École de médecine et devient docteur en médecine en 1835.
Se consacrant à des travaux scientifiques, il reçoit pour ceux-ci un prix de l'Académie des sciences en 1862, avant d'y être admis (section de chimie) comme membre correspondant en 1869.
En 1873, il synthétise l'acide hippurique pour la première fois en faisant réagir du chlorure de benzoyle sur un sel de zinc de glycine.
Il épouse sa cousine Victorine-Sophie Renou, fille du maire de Vendôme et sœur d'Émilien Renou.

## Publications
- Essai sur cette question : les corps analogues par leurs propriétés chimiques se ressemblent-ils par les modifications qu'ils impriment aux organes des animaux vivants (1835)
- Travaux de chimie organique (avec Alban Ribemont-Dessaignes, 1886)
- Mémoire sur: l'acide succinique, l'acide aspartique, la quercine

### Sources
- Dictionnaire universel des contemporains contenant toutes les personnes notables de la France et des pays étrangers, Volume 1, 1888
- Ribemont-Dessaignes, Deux grands savants vendômois : Jean-Philibert et Victor Dessaignes, 1930